# ファイナルファンタジー ブレイブエクスヴィアス
『ファイナルファンタジー ブレイブエクスヴィアス』（FINAL FANTASY BRAVE EXVIUS、略称: FFBE）は、スクウェア・エニックスより配信されているソーシャルゲーム。2015年10月22日サービス開始。基本プレイ無料（アイテム課金制）。

## 概要
ファイナルファンタジーシリーズの新規派生タイトルの一つ。『ブレイブフロンティア』を手掛けるエイリムとの共同プロジェクトとして2014年秋に制作が発表された。
『ブレイブフロンティア』の基本ゲームシステムやビジュアルをベースとしつつフィールド探索など独自要素の追加や、歴代FFシリーズのキャラクターがパーティーメンバーとして登場するクロスオーバー要素をアピールポイントとしている。
2019年には本作と世界観を共有した外伝作品『WAR OF THE VISIONS ファイナルファンタジー ブレイブエクスヴィアス 幻影戦争』(WAR OF THE VISIONS FINAL FANTASY BRAVE EXVIUS、略称: WOTV、FFBE 幻影戦争)が配信された。

## ストーリー
ある日、飛空艇に乗っていたグランシェルトの騎士レインとラスウェルは、助けを求められ土の神殿に向かう。するとそこには鎧を着た謎の人物がいて、土の神殿にあったクリスタルを破壊してしまった。さらに乗ってきた飛空艇も襲撃され、2人は助けを求めてきた少女からビジョンの力を授けられ、徒歩でグランシェルト城へと帰還する。
グランシェルト城襲撃後、騎士のレイン、ラスウェルは各地の異変を探りつつ近隣諸国に救援の要請を求める旅に出る。
各地で仲間との触れ合い、謎の存在との戦闘、自分の父への葛藤などを乗り越えつつ、世界崩壊への窮地に立ち向かう。

## 地理
ラピスとパラデイアという2つの世界が舞台となる。

### ラピス
1stシーズンの舞台。クリスタルを守る8つの国が存在する。
グランシェルト王国
レインとラスウェルの出身国で土のクリスタルがある。王都と土の神殿があるグランシェルト諸島とランゼルト、コロボス島からなる。
ディルナド王国
リドの出身国。機械文明による工業が発展した中立国。風のクリスタルがある。
オルデリオン連邦国家
ニコルの出身国。水のクリスタルがある。
ゾルダード帝国
ジェイクの出身国。近隣諸国と戦争をしている帝国に対しレジスタンスが活動している。火のクリスタルがある。
魔道士国家ミシディア
パラデイア出身の賢者サクラが設立した魔道士の国で、光のクリスタルがある。
ゴロノア
暗黒大陸。闇のクリスタルを抱える大神殿がある。
ファルム王国
和風の街並みが特徴の武士の国。
竜王の圏域
幻獣バハムートが暮らす浮遊島。各地にバハムートの幻影が顕現している。

### パラデイア
2ndシーズンの舞台で、ヴェリアスやヘスの賢者たちの出身地となる世界。700年前にアルドールとヘスの間で戦争が起こり、1stシーズンのミシディア編ではフィーナの精神世界として700年前のパラデイアの戦場を訪れる。2ndシーズンではアルドール皇帝の独裁で統治されている現在のパラデイアを冒険する。
アルドール
レーゲンやサクラらヴェリアスたちの出身国。アルドール皇帝の居城である巨大なタワーがあり、選民思想の象徴となっている。
管理国家ジオール
工業文化の発達した国だが、アルドールの独裁統治によって荒廃している地域もあり、強制労働場や刑務所、処刑場もある。
グンガン
ジオールの南にある獣人の国。ナトラ族とシビラ族の2つの獣人種族があり、それぞれに王を立てて争っている。
クリスタリス
パラデイアほぼ中央の小さな島。その地下に広大な世界が広がっているが、急速に砂漠化が進んでいる。カッパやポーチカの集落、ヘスの子の隠れ里ランザットなどもここにある。
ヴィセクトラム
西にある大陸で、次の一闘星を争うアルドール・オーダーが開催される帝国最大の都市ヴィセクトラムがある。
マギステルス
アルドールの軍事施設が多く存在する島嶼部。
ルビエナ
北西の寒冷地。地下にウェポンが封印されており、その影響でクリスタルの柱が出現したり、魔物がクリスタル化するなどの現象が起きている。
マダムの館
クリスタリス地下の山地に建てられているマダム・エーデルの館で、彼女に引き取られた身寄りのない人々が執事として暮らしており、館の地下にある古代遺跡の攻略拠点としても機能している。

### 狭間の世界
3rdシーズンでは、虚無に侵された様々な地域を魔列車で旅しながら、虚無から救うため冒険する。
ウォルストーク
演劇の都市ウォルストークがある地域。「虚無」の影響により、人々の感情が失われている。
イルメア王国
クルーレ王国
学園都市シンフォニア
城塞都市ベルガ
常夜の国アンディーゴ
エクリエル

## ゲームシステム
コマンド選択式カジュアルバトルRPG。エイリム開発のためフリック・チェインといった「ブレイブフロンティア」の要素も入っているが、コマンド選択式・MP消費によるアビリティ使用など従来のFFの要素が強めになっている。Wave式のバトルクエストだけでなく、ランダムエンカウントのダンジョン探索や町の探索もできる。

### バトル
バトルはターン制で、自ユニットの行動がすべて終わると敵ターンに移行する。各ユニットにはリミットゲージが設定されており、リミットゲージが満タンになると強力な必殺技「リミットバースト」が使用可能になる。また各ユニットはパーティごとに幻獣を装備でき、召喚ゲージがたまると対応した召喚魔法を放てる。

### 探索
町やダンジョンの探索ではフリックで移動する。町の探索ではショップで買い物をしたり、クエストの受注・進行が可能。ダンジョン探索では宝箱やアイテムを見つけたり、モンスターと戦闘してゴールを目指していく。

### 育成
各ユニットはバトルや合成で経験値を得てレベルアップし、アビリティを覚えていく。そしてレベル最大になると特定のアイテムを消費して覚醒することができ、☆の数を増やせる。☆が増えると習得可能なアビリティが増える。☆6から☆7へ覚醒するためには、同名ユニットの覚醒変換で入手できる「輝源」が必要。
アビリティだけでなく、装備項目で武器・防具・アクセサリーや特殊アビリティを装備できる。武器・防具の装備可能品目はユニットにより異なる。

### アビリティ
ユニットが習得可能なアビリティは「魔法」と常時発動する「パッシブアビリティ」、バトルコマンドとしてMPを消費して使用できる「コマンドアビリティ」に分かれており、魔法も系統によりいくつかの種類に分かれている。
各ユニットにはトラスト値が設定されており、トラスト値が100%になるとトラストマスターとして装備品やアビリティがもらえる。☆7まで覚醒するユニットはトラストマスターとは別にスーパートラストマスターも存在し、より強力な装備品やアビリティがもらえる。☆7ユニットはトラストマスターかスーパートラストマスターを装備すると発動するパッシブアビリティ（トラストアビリティ）が存在するほか、数ターンに1回しか発動できない強力なSPアビリティがある。またユニットの出典によっては対応するシリーズボスバトルの強敵を倒すと解放される潜在アビリティ（パッシブ・SP各1つずつ）を持っているものもある。

### 属性
属性は全部で無・火・氷・雷・水・風・土・光・闇がある。無属性は「属性が無い」ではなく「無属性という属性」である。

## 登場人物

### オリジナルキャラクター

#### 主要人物
以下の人物はストーリー進行で自動的に加入する。また全員レア召喚で別バージョンが登場している。
レイン
声 - 岡本信彦
本作の第1部・第4部の主人公。グランシェルト王国の騎士で18歳。幼いころから父親直伝の剣技「明鏡」を軽く教わっただけで放てる天才型の剣士で、その若さにかかわらず既に飛空艇団を任される実力者。行方知れずになった父のレーゲンには複雑な心境を抱く。女好きでとぼけているが、勇敢で弱者に優しい。常闇のヴェリアスに祖国を襲われたことをきっかけに、ヴェリアス一派の野望阻止のためにラスウェル、フィーナと共に旅立つ。
父レーゲンとの再会をきっかけにヴェリアス一派の正体を知るうちに、自分がアルドールという国の王族の末裔だと知る。ヴェリアスとの戦いの終盤に現れたヘスの八賢者ソルと並々ならぬ因縁を持つに至り、混沌の闇との戦いののちパラデイアに飛ばされ、アルドールの支配による惨憺たる現状を許せずに単独で行動を開始する。後に仲間たちと共にアルドールの支配体制を打破し、パラデイアに平和をもたらした。その後は帰国せず、新生アルドールの王となっている。
ラスウェル
声 - 小林裕介
本作の第1部のもう一人の主人公および第2部の主人公。グランシェルト王国の騎士の青年で20歳。幼馴染で義兄弟でもあるレインと行動を共にしている。元々は孤児でレーゲンに引き取られて育ったが、レインの豊饒な剣の才能に対する嫉妬、恩人であるレーゲンに報いるためにと、複雑な感情からレインの引き立て役に徹しているところがあり、それが2人の微妙な諍いの原因にもなっている。生真面目な性格で努力型の剣士。父から授かった「紫電」という刀を振るう。
旅の途中、氷刃のヴェリアスによって仕組まれた同士討ちまがいの武闘会で、積み上げてきた努力が実を結び、レインに匹敵する剣の才能が開花。
2部ではクリムゾンセイバーを紫電と共に持ち、行方不明となったレインを捜索する。師たるアクスターとの出会い、自らの出生の秘密、アルドールとヘスの戦争、数々の出会いと別れ、そして裏切りと和解を経て人間的にも大きく成長。「情の力」を信じぬく剣士として仲間たちと共にパラデイアを平和に導く。
実はヘスの8賢者の1人であるローウェンの息子であり、ヘスの指導者ユライシャの孫である。そのためヘスの王族の血を引いており、2部でその血にまつわる力が完全に覚醒した。2部終了後はレインと共にパラデイアに留まり、新生ヘスの王となっている。
フィーナ
声 - 藤田茜
本作の第1部・第2部のヒロインで第3部の主人公。破壊された土のクリスタルから出てきた少女。推定年齢16歳で、名前以外の自身に関する記憶が一切抜け落ちている。天真爛漫な子供みたいな性格で、レインとラスウェルに助け出された後は記憶探しも兼ねて同行し、その無邪気さ、無鉄砲さでたびたび二人を振り回している。白魔導士の才能があるようで回復・補助を得意とする。多くの出会いをきっかけにして精神的に急激に成長していく。
第2部では、ラスウェル、レーゲンと共に行方不明となったレインを捜索するうちにアルドールとヘスの戦争に巻き込まれていくが、レインを想いつつもラスウェルに同行し続けた。数々の苦難や悲劇に遭いつつもそのひたむきさでパーティーの精神的な支柱であり続けた。
3部では主人公を務め、突如目の前に現れた異界を渡る「魔列車」に青魔導士となって乗り込み、自らの出生の秘密や使命を紐解いていく。
魔人フィーナ
声 - 水瀬いのり
フィーナのもう一つの人格。記憶を失う前のフィーナと推測される。絶大な魔力を誇り黒魔法を得意とする魔人。こちらは子供っぽいフィーナとはまるで対照的で、豊富な知識を備え話術と駆け引きに長けた大人の女性。レインに強い興味を示して、彼と彼の一行の役に立とうとする。後に消えかかったもう一人のフィーナを救い、世界崩壊までの時間を稼ぐために土の神殿で再びクリスタルと化す。
その後、レインに逢うために自身を強力にビジョン化して実体化。パラデイアに渡ってパーティーに合流してヴラドと戦うも敗北。レインと自分だけが生き残ってしまう。敗北後は数十年にわたって魔力を溜め、レインと共に過去の世界（本編第2部開始時）へ遡る。過去へ戻った後は皇帝ヴラドを討とうとする今のレインたちと合流。ヴラドを倒して未来が変わったことで存在が消滅してしまった。
その正体は、世界の均衡を保つ「虚無の意思」によって生み出されたフィーナの対存在。ロカは転生体にあたる。
「破滅の幻獣」ではソフィによって召喚されたビジョンが登場する。
リド
声 - 大橋彩香
ディルナド出身の飛空艇技師の女性。16歳。次代シド候補だった兄のエヴァンが家出したため実家の工房を継承し、いずれシドの名を継ぐ者と自負している。初代シドに思想的な影響を受けている。ジェイクとの絡みが多く、最初は女好きの彼を嫌っていたが彼の猛烈なアタックや自分を命懸けで庇ったことで惹かれ、最終的に両想いになった。
ニコル
声 - 代永翼
オルデリオンの軍師の男性。18歳。代々水の神殿を守る家系の出身。不器用な性格。書物を通じて魔人フィーナを知る。弟のエルを殺した水華のヴェリアス（先祖のフォルカ）を激しく憎悪していたが、後にフォルカと和解する。2部後半ではレインを助けるためオーダーズに加勢し五闘星となるが、皇帝の真意を知った後はオーダーズから離反する。2部終了後は、サクラと共にアルドール王となったレインの側近を務めている。
ジェイク
声 - 細谷佳正
ゾルダード帝国の反乱軍のリーダーで、シエラの異母兄。28歳。女好きで飄々としてきたため、女性陣（特にリド）から冷たくされることが多いが、弱者に優しく、知略に長けリーダーとしての資質も高く、銃を武器としている。
一方、28歳という若さの割には老けており、アクスターに陰で「老け顔20代」というアダ名をつけられている。
リドに何度もアプローチをかけ続け、ようやく両想いになった。
サクラ
声 - 悠木碧
パラデイア出身でミシディアの創立者でもある女性の賢者。シトラの妹。見た目は幼女のようだが、これは幼少期に人体改造を受けて成長が止まってしまったためであり、実年齢は700歳を超える。かつてはパラデイアの八盟傑の一人、迅雷のヴェリアスであり鎧を着ていたが、100年前に離反し鎧を脱ぎ、ミシディアを創立して魔道士を育成しつつ、世界を守るべく策を巡らせ暗躍する。
2部後半ではレインを助けるためオーダーズに加勢し四闘星となるが、のちに皇帝の真意を知りオーダーズからは離れている。2部終了後は、ニコルと共にアルドール王となったレインの側近を務めている。
レーゲン
声 - 大塚明夫
レインの父で、ラスウェルの育ての親。第2部の主人公の1人。かつてはアルドールの八盟傑「常闇のヴェリアス」として戦っていたが、100年前に離反しグランシェルトに移住、ソフィアとの間にレインを設け、ラスウェルを引き取り育てる。その後行方不明になるが、ゴロノアにおいて氷刃のヴェリアスの鎧を着て現れ、ファルム編以降はレインたちに協力する。
2部では主人公の一人となり、復活したヴェリアスたちを率いてオーダーズと戦う。「明鏡」の使い手の一人であり、当時のヴラド皇帝に明鏡を教えたのも彼。アルドールの血を引いているが、アルドールを継ぐことは考えていない。2部終了後はシトラと共にラスウェルの側近を務め、ヘスの王となった彼を支えている。
3部終了後、ラピスに戻ったレインとラスウェルの後を継いでパラデイアの統一大統領となる。

#### 主要人物の関係者
シャルロット
声 - 日笠陽子
グランシェルト王国の騎士。密かにラスウェルに想いを寄せる。
エヴァン
ディナルド出身の飛空挺技師。リドの兄。軍所属になりラザロフに操られてしまう。
ラザロフ
強力な兵器を作り出すための研究をしている科学者。戦争を起こしているヴェリアスたちに協力している。人体実験や死体の改造など残虐な行為を繰り返しており、ゾルダード編でソゼ皇帝を操っていた。自身にも生体改造を行っている。後に別の事件を起こす。
ソゼ
ゾルダードの皇帝であり、ジェイクとシエラの実父。以前は専制的ながらも資源の少ない祖国のため人材を積極登用し、また家族にも愛情を注いでいたが、強すぎる思いをラザロフに付け込まれて非道な実験の餌食となり、近隣諸国と戦争を繰り返す暴君と化してしまった。レア召喚でも登場する。
シエラ
ゾルダードの皇太子。ソゼが討ち取られた後、後を継いで即位する。ジェイクの弟でもある。レア召喚では皇太子と皇帝の2種類が登場する。
クンシラ
シビラ族の女性。シビラ族でありながらナトラ族のような四足歩行で生活している。ナトラ族の族長ヤシュカ王に助けられ、側近を務めている。
アクスター
声 - 江口拓也
隻腕の傭兵。かつて単身で皇帝に挑み片腕と片足と片目を失った。ラスウェルの剣術の師でもある。どういうわけか「明鏡」を放つことができ、魔人フィーナともなんらかのつながりがあるらしい。
実は未来から来たレインがアクスターになり変ったもの。元いた時間軸では同じようにヴラドに挑んだもののラスウェルの甘さが原因で敗北。ヴラドの攻撃によって手足を失った。そこでゼノによって逃がされ、皇帝に挑むも逃げ惑うばかりの日々を数十年送る。しかし魔人フィーナに助けられて過去（本編の時間軸）に時間転移し、その時代の本来のアクスター(二闘星のゼノとして皇帝に取り入っている)の意志を継ぎ、替え玉としてなり変って、表向きは事故で手足を失った扱いでゼノとして帝国に取り入るとともに、ラスウェルにも剣術の師匠として接近し、未来で会得していた明鏡を伝えたうえでアルドール・オーダーでゼノになって裏切り、直接戦うことで情を捨てることを教えた。
本来のアクスターは未来から来たレインがアクスターに成り代わっていた間は一時的にクリスタルに入っていたが未来が変わり、ヴラドが倒れた後、虚無の脅威が迫ったことで本格的に動き出すこととなる。

アルドール皇帝 / クアディス
パラデイアを統括するアルドール皇帝。当代最高の魔道士といわれる赤髪の男性。人の魂を他の体に移し替える術を持つ。目的のためには手段を選ばない。
正体は帝国によって「孤独に耐えうる器」として人工的に生み出された強化人間の実験体であるクアディス。複製されたヴラド皇帝の魂が組み込まれて試験管で生まれ、両親役のビジョンに育てられた。一闘星になった後、当時の皇帝を倒して皇帝になった。

ポッチ
正体はポーチカという幻獣が人間の女の子になった姿。姿を自由に変えることができる。フィーナたちに協力する。

ヘスの子
各地でヘスの再興のために水面下で活動している組織。イシルとフラニスのユライシャ救出をきっかけにラスウェル一行は協力していくことになる。
イシルとフラニス
ヘスの復興を目指す組織であるヘスの子のメンバー。幽閉されている指導者ユライシャ救出に動いている。
ラスウェル一行が信頼に値する力があるか試そうとする。
ユライシャ
ヘスの母で指導者の女性。ヘスの八賢者ローウェンの母親でラスウェルの祖母。アルドール王国の王族の子を引き取りレーゲンと名付け親代わりとなり育てた。
700年前のアルドールとヘスの戦争の後から幽閉されていた。
モンベルトとヘスの四賢者
モンベルトという初老の男性とまだ子供のレージュ、ダリシュ、メメ、ホナーの四人の賢者。アルドール皇帝を倒すために命をかけて結界を張ろうとする。モンベルト以外が子供たちであるのには事情がある。
マイロ
ヘスの子のリーダー的存在でまとめ役。過去にアルドールにスパイとして潜入していたが、ヘスの捕虜を虐待する役割を与えられていた。過去の苦悩からアルドールを憎んでいる。
エルマウル
ウェポンの研究をしている男性。他にも様々なことに博識である人物。
ミステア
パラデイアの竜の里に住む魔道士の女性。障壁魔法の使い手。普段は顔を隠している。
ドミノ
アルドール軍に所属しアルドールタワーを指揮するエリート軍人だがヘス側のスパイとして協力している。
シャタル
ドミノの相棒。ドミノは友人であり上司でもある。
プリスとアトル
スラム街出身の姉弟のような子供たち。プリスは本気でアトルをアルドールの皇帝にするためにアルドールオーダーに参加しており、アトルもそれに応えようとしている。
メーガス三姉妹
FFシリーズ中に度々登場するドグ、マグ、ラグの三姉妹。本作ではアルドールオーダーに参加。収容所に囚われている両親ヘイグとマドラを救出しようとしている。
クローワ
元オーダーズ十六闘星の男性。オーダーズであったことを悔いながらも、レジーナと出会い魔力を補給するためレジーナとアルドールオーダーに参加する。
レジーナ
カーニャという女性によって開発されたオートマトン、人形。人間と人間の記憶を保存するために作られた。魔力を動力とする。人間の感情に興味を持つ。開発者が亡くなった後クローワと出会い行動を共にする。
マダム・エーデル
クリスタリス地下の秘境に館を構えるダークエルフと人間のハーフの女冒険家。かつてのパートナーだったアルマースが残した古代遺跡を攻略するべく、遺跡の直上に攻略拠点として館を構え、身寄りのない者たちを引き取り執事として住まわせている。
モールズの夜会
エーデルに引き取られ、館の執事となった者たちの集団。パラデイア各地で秘密裏に活動を行っている。

#### パラデイアの六盟傑
ラピス各地に突如現れた、鎧を着た者たち。「パラデイアの六盟傑」を名乗り、各地で暗躍する。別の世界であるパラデイアで700年前に起こった戦争でアルドール側について戦い、民衆から英雄として人気を得たものの、その強大な力を恐れた時の皇帝ヴラドによりパラデイアの一部ごとラピスに転送された。このためヴラドへの復讐を企んでおり、そのためにクリスタルを破壊しようとしている。それぞれのヴェリアスは8属性それぞれを行使し、当初は8人だったが、700年前の大戦で氷刃が消息不明となり、100年前に常闇のレーゲンと迅雷のサクラが離反した。1部終盤で5人がレインたちやベヒーモス・Kとの戦いで力尽きるものの、後に土のクリスタルによって魂を呼び戻され、2部では鎧を脱ぎ棄てたうえで、皇帝を倒すため行動を開始する。2部終盤でのとある戦いにより、レーゲンとサクラをのぞいて皆不老不死の力を失ってしまった。
レア召喚から登場し、氷刃以外は1部の鎧を着た姿と、2部の鎧を脱いだ姿が別々に登場し、後者はLBがCGで演出される他、NVでトランスシフトすると鎧姿になる。なお、氷刃はギルガメッシュとしてのみ実装されたが、別の氷刃のビジョンがディオセスの配下として「魔将の系譜」で登場している。
常闇のヴェリアス / レーゲン
グランシェルトを襲った闇属性のヴェリアス。かつてはレーゲンがこの鎧をまとっていたが100年前に離反、そのレーゲンが氷刃の鎧をまとって現れたため正体は不明になっていた。
実は光輝のヴェリアスがビジョンとして召喚した700年前のレーゲンが正体である。このためレーゲンの妻であるソフィアのことは知らなかった。
天風のヴェリアス / シド
声 - 速水奨
ディルナドを襲った風属性のヴェリアス。ドワーフたちに飛空艇の技術を教え、初代シドの称号を受けた男。追放されたことで家族と離れ離れになった悲しみにとらわれていた。本来は面倒見の良い性格で、かなりの親バカ。2部では孤児だったイーゴを引き取っている。竜騎士に近い戦い方をする。
水華のヴェリアス / フォルカ
声 - 花澤香菜
オルデリオンを襲った水属性のヴェリアス。オルデリオンの初代巫女で、ニコルの先祖に当たる。本来は戦争に向かない心優しい性格のため、自分の心が壊れてしまわないよう、自己催眠の魔法で残虐な別人格となっていた。ニコルの説得により改心し罪滅ぼしのため行動する。復活後は本来の性格に戻った。2部終了後は、自身の第2の故郷であるオルデリオンに移住した。
却火のヴェリアス / イグニシオ
声 - 三宅健太
ゾルダードを襲った火属性のヴェリアス。大柄な男。元は鍛冶職人で、現在ラスウェルが持つ「紫電」を作った。同時に強者との戦いを望む武人気質の戦士でもある。両手持ちの炎属性の斧を扱う。
光輝のヴェリアス / シトラ
声 - 南條愛乃
ミシディアを襲った光属性のヴェリアス。ビジョンの能力を駆使する召喚士。サクラの姉で、当初は裏切ったサクラを激しく憎悪していた。レーゲンとは面識が深く、かつては恋心を抱いていたものの叶わず、彼をビジョンとして召喚している。ヴェリアス時は鎧に仕込まれた銃を使うが、鎧を脱いだ後は杖を使う。2部では再会したレーゲンとともに行動する。2部終了後は、レーゲンと共にヘス王になったラスウェルの側近を務めている。
王土のヴェリアス / ジークハルト
声 - 中村悠一
ミシディアを襲った土属性のヴェリアス。貴族の生まれで兄弟にディートリンデとテオバルトがいる。麗しい格好の男で、美しさに絶対の自信を持ち、よくフォルカやシトラに反感を買うことが多い。一方で芯の通った性格。ある事件でフィーナと出会い、以後彼女をライバル視しフィーナと肩を並べる存在となるべく八盟傑になった。大盾を持つ。2部終了後は、義兄弟として迎え入れたシャムリン、ナギと共に一座を立ち上げ、パラデイア中で公演を行なっている。
氷刃のヴェリアス / ギルガメッシュ
氷属性のヴェリアス。700年前のパラデイアの大戦以降、行方知れずとなっていたが、突如ゴロノアに現れた。自身に挑むにふさわしいものを選ぶため同士討ちさせるなど真意の読めない行動をとる。実は離反していたレーゲンがゴロノアにあった氷刃の鎧を拾い、着用していた。
その正体は、『WAR OF THE VISIONS ファイナルファンタジー ブレイブエクスヴィアス 幻影戦争』に登場するギルガメッシュ。パラデイアの大戦中、ヘスの八賢者の1人にヴェリアスの鎧を超える武具の存在を教えられ、詳しい経緯は不明だがヴェリアスの鎧に変わる新しい武具を手に入れ、ギルガメッシュとなった。

#### ヘスの8賢者
ヘスの賢者たちはヴェリアスの策略によりクリスタルに封印されたが、ヴェリアスがアルドールから裏切られたため放置された。ヴェリアスたちがクリスタルを破壊したのに伴い順次復活しているが、長きにわたり封印されていたため様々な影響が出ている。本編では7人までしか登場しておらず、8人目の賢者はストーリークエでのみ登場したが、女性であること以外今のところ不明。
フィーナ
上記の魔人フィーナを参照
バブイル
かつてパラディアにて開発された魔導心臓。中にはヘリアーク（ソル）の心臓が埋め込まれている。ヘスの八賢者の中では唯一の人工物である。
ダークエルフ / エルダリート
ゴロノア編で登場。封印によって理性を失い、自由を求めるといって奇怪な行動に出ている。最期は光輝のヴェリアスによって、跡形もなく消し飛ばされた。ゴロノアで登場。
ソル
謎の魔道士。クリスタルによって憎しみが増幅され理性を蝕まれてしまい、世界を破壊しようとした。クリスタルの大地で初登場して以降、たびたび対立する。
2部ではレインとの決着に執着していたが、ヒョウとなったレインを見て、彼が自分と同じ側になってしまったと感じて戦う気をなくしてしまう。その後はレインと行動を共にし、その中で段々と自分が失っていた感情を思い出すようになる。そして、レインと2人で皇帝に挑み絶妙なコンビネーションで追い込むも、レインがトドメを刺そうとした時にレヴナートが現れレインを攻撃、ソルはレインを庇って致命傷を負ってしまう。最期は自分が本当に滅したかったのは感情のない自分であったことを伝え、それを滅してくれたことへの感謝と、全てを太陽のように照らし続けるよう言い残して絶命した。
元々はヘリアークという名の天才魔導師であった。当時は心優しい性格をしており、見た目も普通の人間だった。しかし、700年以上前のある事件により心臓を奪われてしまい、自身には当時開発途中だった魔導心臓が埋め込まれた。その結果徐々に感情とかつての記憶が奪われていき、身体も青白く変色してしまった。現在ではヘリアークとしての人格は完全に失われており、自分には生まれつき感情が備わっていないと思い込んでしまっている。
ベヒーモス・K
巨大な魔獣。常闇のヴェリアスを一撃で倒すほどの力を持つ。封印により理性を失い、ただソルに従って行動するのみとなっている。浮遊大陸での戦いで自分を取り戻し、ソルを止めるよう言い残して戦死した。
バハムート
漆黒のドラゴン。バブイルの心臓を持ち去ったとされる。長らく封印されていたため本来の力を発揮できていないものの、それでも極めて強大な力を持つ。ラピスの辺境の浮島に居を構える。幻獣でもあるため、打ち勝った者には力を貸す。
ローウェン
ユライシャの息子で、ラスウェルの実父。レーゲンの親友であり、かつては彼と度々剣を交えては日々精進していた。700年前の対戦でレーゲンに封印され、のちに彼に解放されるも、長い封印の副作用で記憶喪失になり、ヘスの八賢者としての力も失ってしまった。ただし、理性までは失っていなかった模様。その後は農家として暮らし、そこで結婚してラスウェルを設ける。その暮らしは彼にとって幸福だったらしく、レーゲンにパラデイアの神器で記憶を戻そうとされた時も断っている。しかし八賢者としての力を失っていたため、家を襲撃した魔物にあっけなくやられてしまう。死の直前に記憶を取り戻し、紫電をラスウェルに託すよう言い残し、絶命した。
ヘスの八賢者の女性 / アムネリス
ギルガメッシュのストーリークエストに登場。名前は当初不明であった。後に『ffbe幻影戦争』のストーリーに登場。
詳しいことは不明だが、ヴェリアスの鎧を凌ぐ強さを持つ武具を作ることができ、材料を用意した氷刃のヴェリアスに新たな武具を作り与えた。

#### オーダーズ
アルドール帝国皇帝直属の精鋭戦士たちで、皇帝の指示に従い任務を行う。各戦士たちの順位は「闘星」で表されており、一闘星となった者が次期皇帝となる。
一闘星のレヴナート / ヴラド皇帝
皇帝の側近を務めている魔道士。だが正体は700年前の大戦当時のアルドール皇帝にしてヴェリアスたちを裏切り大地ごとラピスへ追放した張本人であるヴラド。無尽蔵の魔力を持ち、また自身の魂を複製して歴代のアルドール皇帝に注ぎ込むことで歴史の陰から暗躍してきた。しかしレヴナートとなっていたヴラドもコピーされた魂を入れこまれたレプリカにすぎず、本来の魂はクリスタルに込められ、歴代皇帝の魂を注ぎ込んだ巨大な魔神の額にはまっている。
第1 - 2部で起こった一連の事件の総黒幕にしてラストボス。自分以外の他人を排除することを目論見、目的のためには手段を選ばない人物。ラスウェルたちに敗れたクアディスを用済みとして消し去った後正体を現し、グランドールへ撤退し魔道砲での排除を試みるも、追ってきたラスウェルたちと交戦し敗北。巨大な本体が姿を現し、パラデイアの破壊を始める。
二闘星のゼノ / アクスター
アクスターの正体。ラスウェルがヘス王族の正当な後継者としてたる人物か見定めるという目的からラスウェルに接近していたが、アルドールオーダー終盤で正体を現した。
本編中のアクスターは未来から来たレインがなり変ったものだったが、元々本来のアクスターが皇帝を倒すためゼノとして皇帝に取り入っており、後が長くなかったアクスターが未来のレインに後を託す形で、表向きは事故で手足を失ったものとしてすり替わっていた。
三闘星のイーゴ
モルボルに乗り、力を引き出して戦うモルボルライダーの女性。オーダーズにいた頃のミドからは恐れられていた。父から捨てられ、モルボルの群れに助けられ、他の人間を知らずに育った。モルボルライダーとなってスカウトされ、オーダーズになったが、ディストルクに操られていた。洗脳が解けた後は過去を知ったシドに引き取られ、六盟傑に同行する。
四闘星のヒョウ / レイン
声 - 岡本信彦
アルドール皇帝の命令でヴェリアスたちを倒す任務に就いた謎の剣士。新参ながら急速に頭角を現し四闘星にまでなった。次期皇帝に最も近いといわれている。レーゲン、ラスウェルからはレインと似た雰囲気を感じ取られている。
正体はレイン。パラデイアに飛ばされた後、ザッハでの出来事がきっかけとなりアルドール王族の血族と知り、皇帝を倒しアルドールを内側から変えるべくオーダーズに入る。
後にイーゴにかわり三闘星に昇進するが、皇帝の一件をニコルとサクラから受けたことにより離反する。
五闘星のデモルドア
アルドール皇帝の力を見せるためにアルドールオーダーに参加する。
六闘星のディストルク
イーゴを洗脳していた人物。逆立ちしての蹴り技を得意とする。
七闘星のシャムリン
白魔道士の少年。元はディストルクの教え子であった。後に離反する。
八闘星のミド
ジオールバリア発生施設の守護任務にあたっていた竜騎士の女性。初代シドの娘。後にイーゴによってヴィセクトラムに捕まったが、助け出されて以後はレーゲンたちに同行する。
ヴラド打倒後、シドから天風の鎧のスペアを譲り受けている(トランスシフトすると天風の鎧を着た姿になる)。
九闘星のナギ
ヒョウを溺愛している女戦士。格闘で戦う。元々、彼女の実の兄もヒョウという名であり、昔、兄と2人でオーダーズに入ろうと「アルドール・オーダー」に参戦。しかし彼女の兄は彼女を庇い死亡。
後にヒョウ（レイン）の件で希望を失ってしまい、戦った六盟傑から情けをかけられてオーダーズから離反する。
十闘星のナズー
シビラ族の男性戦士。グンガンで「ホーン」と名乗ってシビラ族に取り入り内乱を起こさせ、滅ぼそうとした。
十一闘星のゾルル
相方のデルルと共にユライシャを追跡していた。
十二闘星のデルル
相方のゾルルと共にユライシャを追跡していた。
十三闘星のジュラガ
ナトラ族の男性でヤシュカの兄。後に離反する。グンガンの独立と存続のためにアルドールに原初の雫を献上しオーダーズに加わっている。
十四闘星のグドン
ジオールの処刑場で捕虜の処刑任務にあたっていた。
十五闘星のガーラス
ジオールの強制労働場を管轄していた。ラスウェルたちと交戦後、アクスターに倒された。
十六闘星のファイサリス
声 - 黒沢ともよ
別名“最強の十六闘星”。銃使いの女性。グリという名のモーグリと常に行動を共にしている。
アルドールとヘス両方の血を継いでおり、「ウェポンを起動させるための鍵」として、ウェポンに取り込まれてしまうがラスウェルたちによってウェポンのコアから救出された。さらに血の反発を引き起こすレインとラスウェルを手助けした。
第3部ではラピスに移住し、フィーナやグリと暮らしながら、グランシェルトの騎士として働いている。途中からフィーナの旅に同行する。

#### 皇星
表の実働部隊であるオーダーズに対し、アルドール皇帝が「裏の切り札」と位置付けている実働部隊で、オーダーズにもその存在が隠されている。それぞれが明鏡を使う。正体は昔死んだイグニシオの幼馴染であるカガネの魂を複製の上、モンスターの体に移し替えたもの。ルビエナでウェポンが発見されたため出動した。
「再臨の帝王」ではダークレインの配下の魔物として登場する。
絶皇星のインフェルノ
炎を纏う巨人のような体。高度な剣術を使いこなし、特に「絶・明鏡」の連発はレーゲンをはじめとする歴戦の強者たちを驚かせた。
極皇星のプルガトリオ
船に魔物がとりついたような体。三種の明鏡の秘密をラスウェルたちに明かし、彼らを葬るために「極・明鏡」を放つが、それを同じ「極・明鏡」で相殺したラスウェルに驚愕する。
真皇星のパラディーゾ
鳥のような体。ウェポンを追うレーゲンたちを待ち伏せ、「真・明鏡」で襲いかかった。

#### ホロウブレイカーズ
3rdシーズンにおけるメインキャラクター。フィーナ率いる、虚無に対抗する勢力。実はデイジーたちは幼い頃のフィーナの親友で封印された記憶が解放された際、本当の再会を喜びあった。
デイジー
声 - 青山吉能
ウォルストークの女優。虚無によって奪われた感情を演技で取り戻そうとしていた。後にフィーナとは親友関係となり、レインに恋心を抱くように。
力を使い果たして光となって消えるが、光と虚無の意思が正常化した後、フィーナのもとへ帰還する。
カルミア
声 - 秦佐和子
イルメア王国の医師。元は城専属の医師だったが追われ、独自に虚無を調査していた。回復魔法や薬の開発調合に長ける。ズボラな一面もある。
ポネ
声 - 山下七海
クルーレ王国の画家でチームのムードメーカー。
ネリネ
声 - 田辺留依
クルーレ王国の剣士でスワン王女の影武者でもある。
クレオメ
声 - 東山奈央
シンフォニアの音楽家。「音楽の申し子」と呼ばれた天才。剣の才能も秘めているらしく、後にアクスターに師事することになる。
リノラ
記憶喪失の魔列車の車掌。実は虚無の意思に洗脳されており、とあることでそのことを思い出し、暴走するもフィーナによって解放され、ブルースの意志を継いだ。
ブルース
手品師。元は召喚士だったらしい。実はリノラの父。
ロカ
声 - 水瀬いのり
時魔道士。フィーナが出会った当初は赤子だったが、物語の進行とともに急速に成長。完全体となった後はボムの「まるボン」をペットとして従えるようになった。
正体はパラデイアでの戦いで消滅した魔人フィーナの生まれ変わり。光の意思に生み出されたフィーナの対存在である。

#### ホロウキーパーズ
「虚無の意思」に洗脳されたリノラの手下として登場し、虚無こそ、人々を救うと信じ、フィーナたちと敵対するが後に彼らこそ真のホロウブレイカーズであることが判明し、虚無の意思からは離反してホロウブレイカーズ側になる。
マズルカ
女性。フィーナとは面識があったらしく、ライバル視するがおっちょこちょいで情に厚い人物で最終的にフィーナの親友となった。
デイジーが消滅した後、彼女の遺志を継いで役者になることを決意する。
コラール
リーダー格の男性。かつてはスワンの執事だった。スワン王女の影武者をしていたネリネとは互いに恋心を抱いており、真相を知った後もその想いは変わらず、両想いとなった。
メロイ
黒魔道士。面倒くさがり屋。とある事情で世界から魔法を消そうとしていた。
コンチェ
女性でメンバーの中では新米。クレオメとは級友でキーパーズに加入時も敵対するも友情は変わらず、キーパーズを離脱後、親友に戻った。
ディベル
かつてはブルースの弟子だったがとある事件で誤解し、復讐しようとした。

#### 真のホロウキーパーズ
「虚無の意思」の手下。主に3rdシーズンのストーリー後半に登場する。
ガロテ
真のホロウキーパーズの中で最初に登場。モネータにポネの心を奪わせ内部崩壊を狙い、フィーナたちを尾行し光の意思を攻撃する。
モネータ
ポネから明るい心を奪う。後に「虚無の意思」の肉体となる。
スパーダ
ホロウキーパーズのリーダー。
ビュフォン
カリチェと2人セットで登場。実はリュースが成り変わっていた。
カリチェ
ビュフォンと2人セットで登場。口癖は「知的に〜する」。実はネイリッカが成り変わっていた。

#### 4th season リヴォーニア編 登場人物
タイヴァス
声 - 東地宏樹
4thシーズンの主人公の一人で、エルムント王国の軍人。王国最強の戦士と呼ばれていたこともある。大切なものをなくし、心に傷を負っているが、その傷を隠し国民を守り続けている。任務の無い時は酒場に入り浸っている。
ルンド
魔道士ファーズによって作製されたプロトタイプ機械人形。高い学習能力を持ち様々な能力が搭載されている。
ハーヴェ
早くに両親を亡くしヨルテ村に暮らす少年。レフティアに出会い彼女を守る決意をする。
レフティア
記憶を無くし森の中で倒れていた少女。ハーヴェに助けられてヨルテ村に身を寄せる。オメガと融合することができる。
トゥーリエン
モンスター退治などの依頼を生業とする冒険者。自らヒーローと名乗り、弱き者を守るために命もかけて行動するが、どこか己の命を簡単に投げ打とうとする姿は歪んでいるようにみえる。
イシェ
カル
エルマティル
リュース
声 - 寺島惇太
シェルナ共和国の特殊部隊「カレドヴルフ」の一員。ビュフォンと名乗り、ホロウキーパーズに潜入して虚無の意思の動向を調査し、敵としてレインたちと知り合う。
血の覚醒の使い手であり、それについて知りたければとレインをリヴォーニアへ誘う。
ネイリッカ
声 - 瀬戸麻沙美
カレドヴルフの一員。リュースと共にカリチェと名乗りホロウキーパーズに潜入していて、レインとはその時に知り合う。
リュースとは相棒関係にある。血の覚醒の使い手。同じく知り合いのフィーナやロカに対しては怒りのような感情を持っている。
イハナ
ヴァンヘルマー
スネフリンガ
リダル

#### 5th season カオス編 登場人物
リアム

#### Anniv. Story
ダークレイン
声 - 岡本信彦
パラデイア大統領就任式を襲った、レインとよく似た姿をした謎の男。多数の魔物を従えている。
ディオセス
声 - 石井康嗣
レーゲンの前の代の「常闇のヴェリアス」だった者。鎧の力を格段に固める「戒装」「励起」の力を有し、行方不明になった他の八盟傑を連れてレインたちに襲い掛かる。
ソフィ
声 - 三波春香
レインとフィーナの想いから生まれた、「想い」を司る幻獣。レインとフィーナを親のように慕う。
水のエフスラ / カオス=ビスマルク
「水のカオス」を称する者。幻獣ビスマルクの光を奪い融合し「カオス=ビスマルク」となり、水中楼閣のルートクリスタルを狙い襲い掛かる。

#### 幻獣
幻獣のいるマップでは最後に幻獣と直接対決し、倒せば契約が成立して使えるようになる。幻獣は最大まで成長すると元いたマップで強化版との対決クエストが発生し、これに勝つと幻獣が覚醒する。歴代作品に登場するもののほか、本作オリジナル設定のものもいる。
セイレーン（グランシェルト）
グランシェルトの塔に住まう女性型の幻獣。支援を得意とする。召喚魔法は水属性攻撃「ルナティックボイス」。
イフリート（グランシェルト）
グランシェルト北方の火山に住まう。召喚魔法はシリーズ他作品同様「地獄の火炎」。
ゴーレム（ランゼルト）
ザデール砂漠南部に封印されていた岩の巨神。召喚魔法は物理ダメージを一部肩代わりする「アースウォール」。
シヴァ（ランゼルト）
ランゼルト北方の雪山に住まう女性型の幻獣。召喚魔法は「ダイヤモンドダスト」。
ラムウ（コロボス）
コロボス島の山地に住まう雷の賢者。召喚魔法はシリーズ他作品同様の雷属性攻撃「裁きの雷」。
ディアボロス（ディルナド）
ディルナドの離島に住まう闇の悪魔。召喚魔法は闇属性攻撃「闇よりの使者」。
カーバンクル（オルデリオン）
オルデリオン南西の森に住まう小型獣。召喚魔法は味方全体にリフレクをかける「ルビーの光」。
オーディン（ゾルダード）
ゾルダード中部に住まう騎士。召喚魔法は無属性攻撃+確率で即死させる「斬鉄剣」。
タイタン（ミシディア）
ミシディア西側の島に住まう大地の巨人。召喚魔法は土属性攻撃「大地の怒り」。
ラクシュミ（ゴロノア）
ゴロノアの地下で暮らしていた女性型の幻獣。召喚魔法は味方全体を回復する「魅惑の抱擁」。
テトラ・シルフィード（クリスタルの大地）
せりあがったクリスタルの大地の洞窟で暮らしていたシルフで、4人1組の幻獣。召喚魔法は風属性攻撃「四天の風」。
バハムート（竜王の圏域）
ヘスの賢者の項目も参照。召喚魔法は無属性攻撃「メガフレア」。
フェンリル（ジオール）
ジオールの山地に住まう獣。召喚魔法は味方全体の全ステータスを上げる「ハウリングムーン」。
リヴァイアサン（グンガン）
オルデリオンのドール湖などに姿を現し、オルデリオンで祭られている水竜。召喚魔法は水属性攻撃「大海嘯」。
フェニックス（クリスタリス）
クリスタリス地下の洞窟に住まう炎の聖鳥。召喚魔法は炎属性攻撃+味方全体の戦闘不能を回復する「転生の炎」。
アレキサンダー（ヴィセクトラム）
ヴィセクトラムにある巨大な機械仕掛けの城そのものが幻獣となったもの。召喚魔法は光属性攻撃「聖なる審判」。
アニマ（ヴィセクトラム）
ヴィセクトラム南東のクサリの穴に封じられていた悪魔。召喚魔法は闇属性攻撃「カオティック・D」。
阿修羅（ルビエナ）
ルビエナに居を構える3つの顔と6本の腕を持つ魔神。『ファイナルファンタジーIV』に登場したアスラとは細部が異なる。召喚魔法は無属性攻撃「三千大千世界」。
黒龍（ファルム）
ファルムに住まう黒い竜。
ガルーダ（リヴォーニア）
アトモス
グラシャラボラス
魔列車の幻獣。
ビスマルク
「破滅の幻獣」と称される強大な力を持つ水の幻獣。

### 歴代キャラクター
歴代キャラクターは出典で区分けされており、シリーズボスバトルでは同じ出典のユニットにパラメータボーナスがかかる。同一人物が二つ名などで区別されて2バージョン存在するものもある。パーティメンバーからサブキャラクター、悪役まで様々なユニットが登場。

## ミュージカル版
2020年3月に『「FINAL FANTASY BRAVE EXVIUS」THE MUSICAL』のタイトルで東京と兵庫で予定されていたが、新型コロナウィルス感染症の流行の影響で中止になり、代わりに無観客公演が12日にニコニコ生放送にて配信。後日、DVDとして発売された。

### スタッフ
- 脚本・演出 - 松崎史也
- メインテーマ - 上松範康（Elements Garden）
- 音楽 - 岩永真奈、和田俊輔
- 美術 - 松生紘子
- 照明 - 大波多秀起
- 音響 - 天野高志（RESON）
- 映像 - 荒川ヒロキ、森すみれ
- 振付コーディネーター - 梅棒
- 振付 - 梅棒（楢木和也）、NANOI（NEO-Geisha）、泰智（KoRocK）
- 殺陣 - 新田健太・船木政秀
- 衣裳 - 屋島裕樹（ファムリズム）
- ヘアメイク - 小竹珠代
- 特殊造形 - 林屋陽二
- 演出助手 - 山﨑絵里佳
- 舞台監督 - 須田桃李（DDR）
- 宣伝美術 - 岡垣吏紗（Gene & Fred）
- 宣伝写真 - 中村理生（Un.inc）
- 票券協力 - ローソンチケット
- 制作進行 - アプル
- 制作 - ネルケプランニング
- 主催 - 「FINAL FANTASY BRAVE EXVIUS」THE MUSICAL製作委員会（ネルケプランニング / スクウェア・エニックス）

### キャスト
- レイン - 阿部顕嵐
- ラスウェル - 仲田博喜
- フィーナ - 七木奏音
- リド - 青野紗穂
- ニコル - 法月康平
- ジェイク - 岡田亮輔
- サクラ - 桑江咲菜
- 魔人フィーナ - 小嶋紗里
- レーゲン - 良知真次
- 王土のヴェリアス - 岩城直弥
- 却火のヴェリアス - 加藤靖久
- 天風のヴェリアス - 北村圭吾
- 光輝のヴェリアス - 三枝奈都紀
- 水華のヴェリアス - 立道梨緒奈
- エル/シエラ - 松井遥己
- 皇帝ソゼ - 森一平
- ラザロフ博士/ソル - 阿瀬川健太
- エヴァン - 村田恒
- ルルカ - 竹井未来望
- ソフィア - 新原ミナミ
- アンサンブルキャスト - 荒居清香、小川鈴花、佐藤侑愛、AMI、NATSU KAWARA